# Antoni Stolpe der Ältere
Antoni Stolpe (* im 18. Jahrhundert; † 5. Januar 1821 in Warschau) war ein polnischer Komponist, Pianist, Dirigent und Musikpädagoge.

## Leben
Nach Tätigkeit als Klavierlehrer und Pianist wurde der Bruder von Alojzy Stolpe 1817 einer der Dirigenten der Warschauer Gesellschaft der Musikfreunde, mit der er u. a. Konzerte im Redoutensaal des Volkstheaters gab. Von 1818 bis 1819 war er Direktor der Harmonie in der Freimaurerloge Bouclier du Nord in Krakau.
Von seinen Kompositionen sind lediglich Variationen und Finale in a-Moll für Klavier überliefert, ein künstlerisch ausgereiftes und technisch anspruchsvolles Werk, das er seinem Bruder gewidmet hatte. Ein dem General Karol Kniaziewicz gewidmeter Polnischer Marsch hingegen ist nicht erhalten.  Am 10. Februar 1821 wurde zu seinen Ehren eine Gedenkfeier in der Warschauer Bernhardinerkirche veranstaltet.

## Quelle
- Internetowy Polski Slownik Biograficzny - Alojzy Stolpe starszy‌‌

| Personendaten    | Personendaten                                             |
| ---------------- | --------------------------------------------------------- |
| NAME             | Stolpe, Antoni der Ältere                                 |
| ALTERNATIVNAMEN  | Stolpe, Antoni d. Ä.; Stolpe, Antoni                      |
| KURZBESCHREIBUNG | polnischer Komponist, Pianist, Dirigent und Musikpädagoge |
| GEBURTSDATUM     | 18. Jahrhundert                                           |
| STERBEDATUM      | 5. Januar 1821                                            |
| STERBEORT        | Warschau                                                  |